# Санад
Санад (мађ. Szanád) је насеље у Србији у општини Чока у Севернобанатском округу. Према попису из 2022. било је 906 становника.

## Историја
Први записи о Санаду датирају још из 1247. године, али насеље је постојало и много раније. По предању село је сачињавало седам земуница, а први становници били су рибари.
Према легенди Санад је добио име по лепој рибаревој ћерци Санди, која се због несрећне љубави удавила у Тиси. У спомен на несрећну девојку, рибари своје насеље назваше Санад.
Санад је 1764. године православна парохија Чанадског протопрезвирата. Аустријски царски ревизор Ерлер је 1774. године констатовао да место Санад припада Тамишком округу, Чанадског дистрикта. Становништво је било српско. Када је 1797. године пописан православни клир ту су била два свештеника Илијевића. Пароси, поп Михаил (рукоп. 1782) и поп Теодор (1794) били су Срби.
Санад је половином 19. века просперирао захваљујући житарској трговини на Тиси. Посао је узео маха наводно баш од 1840. године, када су на левој обали Тисе почели да се привезују бродови. Био је Санад тим трговачким послом добро котиран, готово у рангу са трговачким центрима - Бечејом, Панчевом, Темишваром, Острогоном, Мошоњом и Бечом. Поред старих великих спахијских житних магацина, шпекуланти трговци су подигли још 13 нових, од тврдог материјала. Од првог јула сваке године крене промет, а у месту бораве и коначе бројни предузетници, разних нација, међу којима доминирају Јевреји. Пшеница се извози на 20-25 великих трговачких лађи као и 4-5 шлепова - сваке недеље. Промет банатске пшенице достиже 700-800.000 пожунских мерова.
У месту је око 1857. године живело 1400 православаца и 400 католика. Раде две школе; једна са 70 а друга са 60 ђака.
Овде се налази Српска православна црква у Санаду. На цркви је у лето 1860. године постављен крст са јабуком на торњу. Највеће заслуге имају: председник општине Мила Нафтан, главни тутор Дина Надрљански и мештани Ђорђе Михаљев, Рада Цвејић и Коста Надрљански. У околини се налази Дванаест санадских хумки.

## Знаменити људи
У Санаду је живео и радио Тимотеј Илић (Санад, 28. март 1795 − Санад, 24. новембар 1851.) истакнути и уважени српски свештеник, писац и преводилац. Био је намесник и парох санадски. Постао је коресподентни члан Друштва српске словесности 8. јануара 1850. године. У Санаду је рођен Ђорђе Бирдић (Санад, ? − Нови Сад, 22. фебруар 1930.) , новосадски велетрговац и индустријалац.

## Демографија
У насељу Санад живи 1039 пунолетних становника, а просечна старост становништва износи 41,2 година (38,8 код мушкараца и 43,7 код жена). У насељу има 467 домаћинстава, а просечан број чланова по домаћинству је 2,81.
Ово насеље је углавном насељено Србима (према попису из 2002. године), а у последња три пописа, примећен је пад у броју становника.
|  |

| Демографија | Демографија | Демографија |
| Година      | Становника  | Становника  |
| ----------- | ----------- | ----------- |
| 1948.       | 1.989       |             |
| 1953.       | 1.917       |             |
| 1961.       | 1.892       |             |
| 1971.       | 1.770       |             |
| 1981.       | 1.584       |             |
| 1991.       | 1.384       | 1.367       |
| 2002.       | 1.314       | 1.327       |

| Етнички састав према попису из 2002.‍ | Етнички састав према попису из 2002.‍ | Етнички састав према попису из 2002.‍ | Етнички састав према попису из 2002.‍ | Етнички састав према попису из 2002.‍ |
| ------------------------------------ | ------------------------------------ | ------------------------------------ | ------------------------------------ | ------------------------------------ |
|                                      |                                      |                                      |                                      |                                      |
| Срби                                 | Срби                                 |                                      | 1.011                                | 76,94%                               |
| Мађари                               | Мађари                               |                                      | 157                                  | 11,94%                               |
| Роми                                 | Роми                                 |                                      | 62                                   | 4,71%                                |
| Румуни                               | Румуни                               |                                      | 16                                   | 1,21%                                |
| Југословени                          | Југословени                          |                                      | 10                                   | 0,76%                                |
| Хрвати                               | Хрвати                               |                                      | 9                                    | 0,68%                                |
| Црногорци                            | Црногорци                            |                                      | 8                                    | 0,60%                                |
| Словаци                              | Словаци                              |                                      | 2                                    | 0,15%                                |
| Муслимани                            | Муслимани                            |                                      | 2                                    | 0,15%                                |
| Украјинци                            | Украјинци                            |                                      | 1                                    | 0,07%                                |
| Словенци                             | Словенци                             |                                      | 1                                    | 0,07%                                |
| Русини                               | Русини                               |                                      | 1                                    | 0,07%                                |
| Немци                                | Немци                                |                                      | 1                                    | 0,07%                                |
| Македонци                            | Македонци                            |                                      | 1                                    | 0,07%                                |
| непознато                            | непознато                            |                                      | 3                                    | 0,22%                                |

| Година пописа     | 1948. | 1953. | 1961. | 1971. | 1981. | 1991. | 2002. |
| ----------------- | ----- | ----- | ----- | ----- | ----- | ----- | ----- |
| Број домаћинстава | 557   | 565   | 570   | 540   | 526   | 504   | 467   |

| Број чланова      | 1   | 2   | 3  | 4  | 5  | 6  | 7 | 8 | 9 | 10 и више | Просек |
| ----------------- | --- | --- | -- | -- | -- | -- | - | - | - | --------- | ------ |
| Број домаћинстава | 115 | 118 | 74 | 98 | 35 | 19 | 5 | 2 | 1 | 0         | 2,81   |

| Пол    | Укупно | Неожењен/Неудата | Ожењен/Удата | Удовац/Удовица | Разведен/Разведена | Непознато |
| ------ | ------ | ---------------- | ------------ | -------------- | ------------------ | --------- |
| Мушки  | 543    | 176              | 313          | 22             | 30                 | 2         |
| Женски | 554    | 87               | 318          | 132            | 17                 | 0         |
| УКУПНО | 1.097  | 263              | 631          | 154            | 47                 | 2         |

| Пол    | Укупно                    | Пољопривреда, лов и шумарство | Рибарство                            | Вађење руде и камена | Прерађивачка индустрија       |
| ------ | ------------------------- | ----------------------------- | ------------------------------------ | -------------------- | ----------------------------- |
| Мушки  | 259                       | 152                           | 1                                    | 1                    | 46                            |
| Женски | 162                       | 93                            | 0                                    | 0                    | 23                            |
| УКУПНО | 421                       | 245                           | 1                                    | 1                    | 69                            |
| Пол    | Производња и снабдевање   | Грађевинарство                | Трговина                             | Хотели и ресторани   | Саобраћај, складиштење и везе |
| Мушки  | 7                         | 3                             | 12                                   | 2                    | 14                            |
| Женски | 3                         | 0                             | 12                                   | 2                    | 3                             |
| УКУПНО | 10                        | 3                             | 24                                   | 4                    | 17                            |
| Пол    | Финансијско посредовање   | Некретнине                    | Државна управа и одбрана             | Образовање           | Здравствени и социјални рад   |
| Мушки  | 0                         | 2                             | 7                                    | 3                    | 1                             |
| Женски | 1                         | 0                             | 6                                    | 5                    | 13                            |
| УКУПНО | 1                         | 2                             | 13                                   | 8                    | 14                            |
| Пол    | Остале услужне активности | Приватна домаћинства          | Екстериторијалне организације и тела | Непознато            | Непознато                     |
| Мушки  | 6                         | 0                             | 0                                    | 2                    | 2                             |
| Женски | 1                         | 0                             | 0                                    | 0                    | 0                             |
| УКУПНО | 7                         | 0                             | 0                                    | 2                    | 2                             |

## Галерија
- Католичка црква у селу
- Храм Вазнесења Господњег
- Унутрашњост храма
- Основна школа
- Споменик жртвама фашизма